# Стратотип
Стратотип — конкретний геологічний розріз відкладів стратиграфічного підрозділу в межах одного відслонення (або декількох близько розташованих). Є еталоном для зіставлення з відповідними за геологічним віком відкладами з інших районів. Допоки стратотип є доступним для вивчення й зіставлення, він не може бути замінений іншим геологічним розрізом.

## Види стратотипів
- Голостратотип (первинний, повний) — встановлюється автором стратиграфічного підрозділу одночасно з встановленням самого підрозділу;
- Лектостратотип (вибраний) — вибирається у стратотиповій місцевоті з-поміж розрізів, що були описані автором стратиграфічного підрозділу, у тих випадках, коли первинний стратотип не був ним вказаний;
- Неостратотип (новий) — вибирається у стратотиповій місцевості у тих випадках, коли первинний стратотип став недоступним для порівняння і подальшого вивчення (засипання відслонення, затоплення, забудова, і т. п.);
- Гіпостратотип (вторинний, додатковий) — вибирається у тому випадку, коли при подальших дослідженнях знайдений і описаний повніший, без перерв (вміщуючий більше характерних для даного стратиграфічного підрозділу ознак) розріз, що за об'ємом і складом відповідає первинному стратотипу;
- Парастратотип (другорядний, дублюючий) — геологічний розріз стратиграфічного підрозділу (окрім голостратотипу), що був описаний при його встановленні автором у стратотиповій місцевості;
- Лімітотип (граничний) — вибирається у випадку неповноти голостратотипу, для виокремлення стратотипу стратиграфічної границі.